# Melissa Anelli
Melissa Anelli (nascida em 27 de dezembro de 1979) é uma autora americana. Ela é a autora do bestseller do The New York Times Harry, A History (no Brasil: Harry, e seus fãs, publicado pela Rocco)) que narra a fenômeno Harry Potter com material de entrevista exclusiva e um prefácio escrito por J.K. Rowling (autora da série Harry Potter). Anelli é também webmistress em tempo integral do site The Leaky Cauldron, um fansite comercial dedicado a franquia Harry Potter para os fãs.
Anelli também é uma dos três programadores do podcast PotterCast, que fala sobre vários aspectos dos livros de Harry Potter, filmes, videogames e muito mais. O podcast conduziu uma entrevista com dois episódios com a Rowling no final de dezembro de 2007, após a publicação de Harry Potter and the Deathly Hallows.

## Primeiros anos
Anelli nasceu em Brooklyn, então, morou em Staten Island, Nova York e é graduada da Universidade de Georgetown. Ela ficou fascinada com os livros de Harry Potter em 2000. Ela diz que foi atraída para a série pela sua mensagem subjacente de tolerância e amor.

## Carreira
O trabalho de Anelli no The Leaky Cauldron foi voluntário. Durante o dia, ela trabalhava para se sustentar. Em 2001, Anelli começou a trabalhar na linha da MTV Networks Pages, uma revista para a indústria do entretenimento. Em 2004, ela havia se tornado uma repórter em tempo integral para o Avanço de Staten Island. Anelli é agora uma jornalista freelance Nova York.
Seu primeiro livro, Harry, A History foi lançado no início de novembro de 2008 e estreou em #18 na lista de Bestsellers do New York Times. Conta a história do fenômeno Harry Potter através dos olhos de uma super fã. A Autora de Harry Potter J.K. Rowling escreveu o prefácio.
Atualmente, Anelli está trabalhando em um segundo livro, os detalhes de que ela não está disposta a revelar até que ela tem certeza de que ela pode terminá-lo.

## PotterCast
Anelli também participa do PotterCast, podcast patrocinado pelo The Leaky Cauldron. Os Episódios do podcast têm a média 30.000 downloads. Os shows atraem um público um pouco mais velhos do que os outros podcasts de Harry Potter, em parte porque seus anfitriões são mais velhos, principalmente em seus vinte e trinta anos.
A Warner Brothers convidou e pagou todos os custos, para Anelli e Andrew Sims, apresentador do podcast de MuggleNet de MuggleCast, para visitar o set de filmagens de Harry Potter e a Ordem da Fênix.
O show já entrevistou muitas pessoas que integraram a criação de livros e filmes de Harry Potters, incluindo atores, diretores, editores de livros, e a autora J. K. Rowling.